# الأمن الدبلوماسي السعودي
الأمن الدبلوماسي السعودي؛ هو قوة تابعة للأمن العام التابع لوزارة الداخلية السعودية مكلفة بحماية السفارات والقنصليات والشخصيات الدبلوماسية ووزارة الخارجية داخل المملكة وحماية سفارات وقنصليات وممثليات خادم الحرمين الشريفين خارج المملكة.

## نبذة تاريخية
كانت في السابق شعبة تتبع الأمن الجنائي وتسمى شعبة أمن السفارات بقيادة الرائد غانم السحيباني بالرياض، أما في مدينة جدة فكانت قيادة أمن القنصليات تابعة لشرطة محافظة جدة بقيادة المقدم د. بدر الشلهوب، وتم ضم هذه الشعبة إلى قوات الطوارئ الخاصة مما جعل السحيباني يتركها ليلتحق بمكتب مدير الأمن العام واستمرت شعبة امن السفارات في الطوارئ حتى تم تغيير هيكلتها لتصبح إدارة أمن السفارات في الخارج. وفي عام 1430-2008 بعد مساعي وجهود حثيثة للعقيد د. بدر الشلهوب تمت الموافقة من وزير الداخلية على إعادة هيكلة وتنظيم هذه القوات لأهميتها. فأصبحت تحت مسمى جديد (القوات الخاصة للأمن الدبلوماسي) بقيادة اللواء الدكتور / غانم السحيباني، وضمت إدارة أمن السفارات بالخارج وأمن السفارات بالرياض والشرقية وأمن القنصليات بجده وقوة الأمن الدبلوماسي بمنطقة المدينة المنورة ويتولى قيادة القوات الخاصة للأمن الدبلوماسي حالياً اللواء: معمر بن عبدالعزيز المعمر، ويتولى هذا القطاع حماية السفارات في الداخل الموجودة في مدينة الرياض والقنصليات الموجودة في جدة والمنطقة الشرقية ووزارة الخارجية ووزارة الداخلية وأمارة المناطق و أمراء المناطق وادارة الامن العام بالرياض  وحماية سفارات خادم الحرمين الشريفين في الخارج وأيضاً حماية الدبلوماسيين وهو من أهم القطاعات ويعتبر جزء من الأمن القومي السعودي لتمثيله للمملكة في الخارج بشكل دبلوماسي.

## أكاديمية محمد بن نايف للأمن الدبلوماسي
أعلن مدير الأمن العام الفريق أول سعيد بن عبد الله القحطاني عن إنشاء وزارة الداخلية ممثلة في الأمن العام أكاديمية أمنية متخصصة للأمن الدبلوماسي باسم أكاديمية محمد بن نايف للأمن الدبلوماسي ومقرها الرياض، وقال «هذه الأكاديمية استقبلت الدفعة الأول للملتحقين بها منذ الشهر الماضي»، لافتا إلى أن سمو وزير الداخلية افتتح مؤخرا خلال زيارته مقر الأمن العام، قيادة القوات الخاصة للأمن الدبلوماسي، كما دشن أكاديمية محمد بن نايف للأمن الدبلوماسي».وذلك لتأهيل الملتحقين بهذا السلك الأمني تأهيلاً كاملا متوافق مع متطلبات العمل وتعبر من أبرز الأكاديميات العسكرية في التدريب العلمي والعملي للأفراد في المنطقة على الرغم من حداثة تأسيسها.